# Puerto Castilla (Honduras)
Puerto Castilla (ook wel bekend als Puerto Castillo) is een havenstadje in Honduras, aan de Caraïbische Zee. Het ligt op ruim 9 kilometer afstand van Trujillo en maakt er deel van uit. Puerto Castilla heeft ruim 1200 inwoners.
Punta Caxinas, het huidige Puerto Castilla, was de plek waar Christoffel Columbus op 14 augustus 1502, op zijn vierde en laatste reis naar de Nieuwe Wereld, voor het eerst het Amerikaanse vasteland aandeed. De eerste katholieke mis die in Honduras werd gevierd vond hier plaats, in opdracht van Columbus.
Columbus merkte op dat het water van de Caribische Zee op de plek waar hij landde erg diep was en hij gaf het gebied daarom de naam Golfo de Honduras: de Golf van de Diepten. Het diepe water maakte het later mogelijk dat er een grote haven werd gebouwd, ten bate van de export van bananen door de United Fruit Company. Aan het begin van de 20e eeuw werden er grote bananenplantages aangelegd en werd Puerto Castilla een belangrijke havenstad. Aan het eind van de jaren dertig werd de bananenverbouw door het uitbreken van de panamaziekte in het gewas in dit gebied echter gestopt. Puerto Castilla werd weer een vissersdorp.
In 1984 werd de haven opnieuw in gebruik genomen, dit keer door de Dole Food Company voor de export van bananen die weer werden verbouwd. In de jaren negentig van de 20e eeuw werd er vanuit Puerto Castilla jaarlijks 520000 ton fruit geëxporteerd. De orkaan Mitch verwoestte in 1998 de bananenplantages echter zodanig dat de export daarna terugliep tot 73000 ton per jaar. De bedrijvigheid in de haven nam daardoor weer af.
Tegenwoordig is de bananenverbouw grotendeels vervangen door de verbouw van oliepalmen. De overheid verwacht dat de haven van Puerto Castilla bij de export daarvan een rol van betekenis zal spelen.

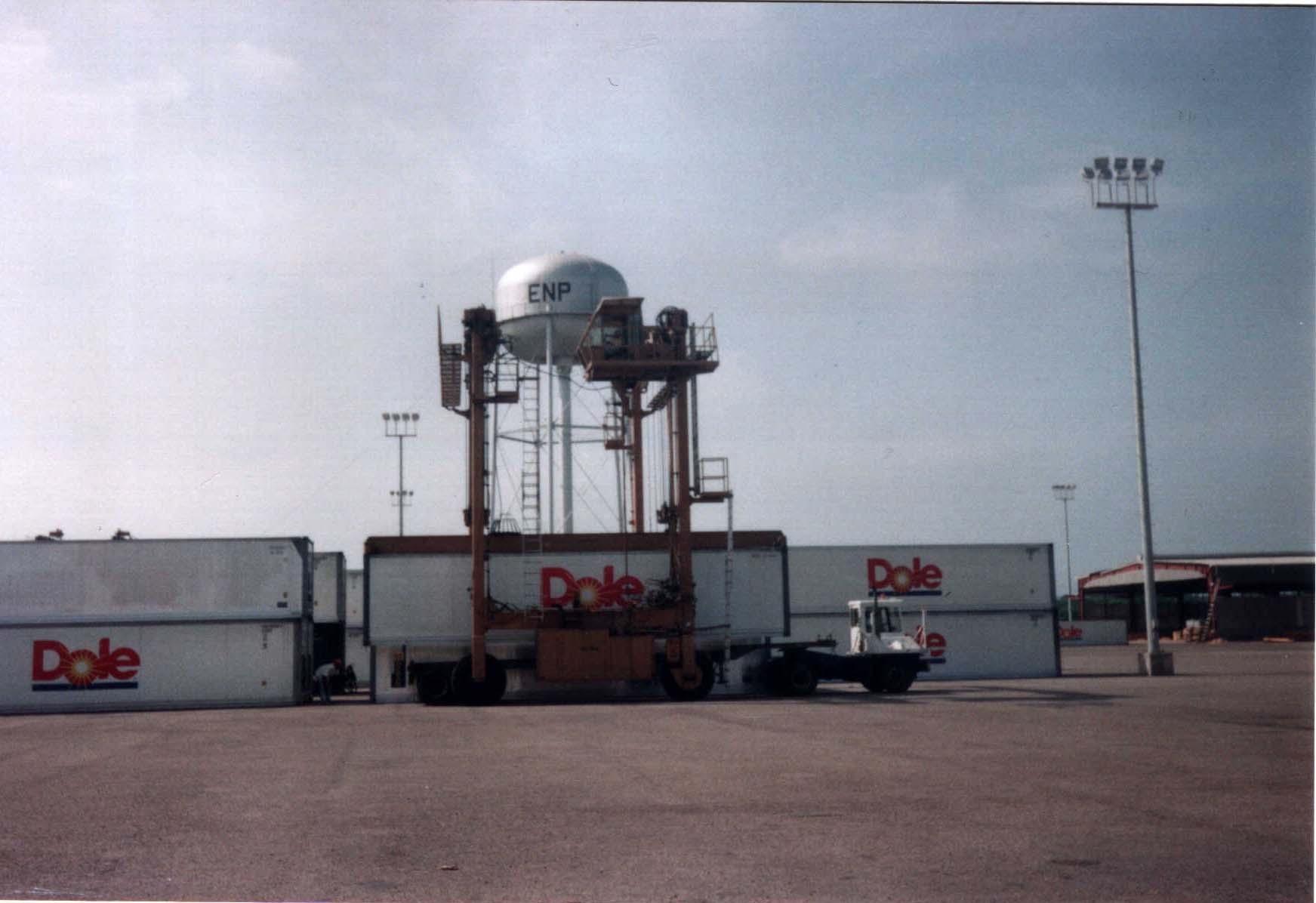
Bedrijvigheid van Dole in de haven van Puerto Castilla, juli 1994
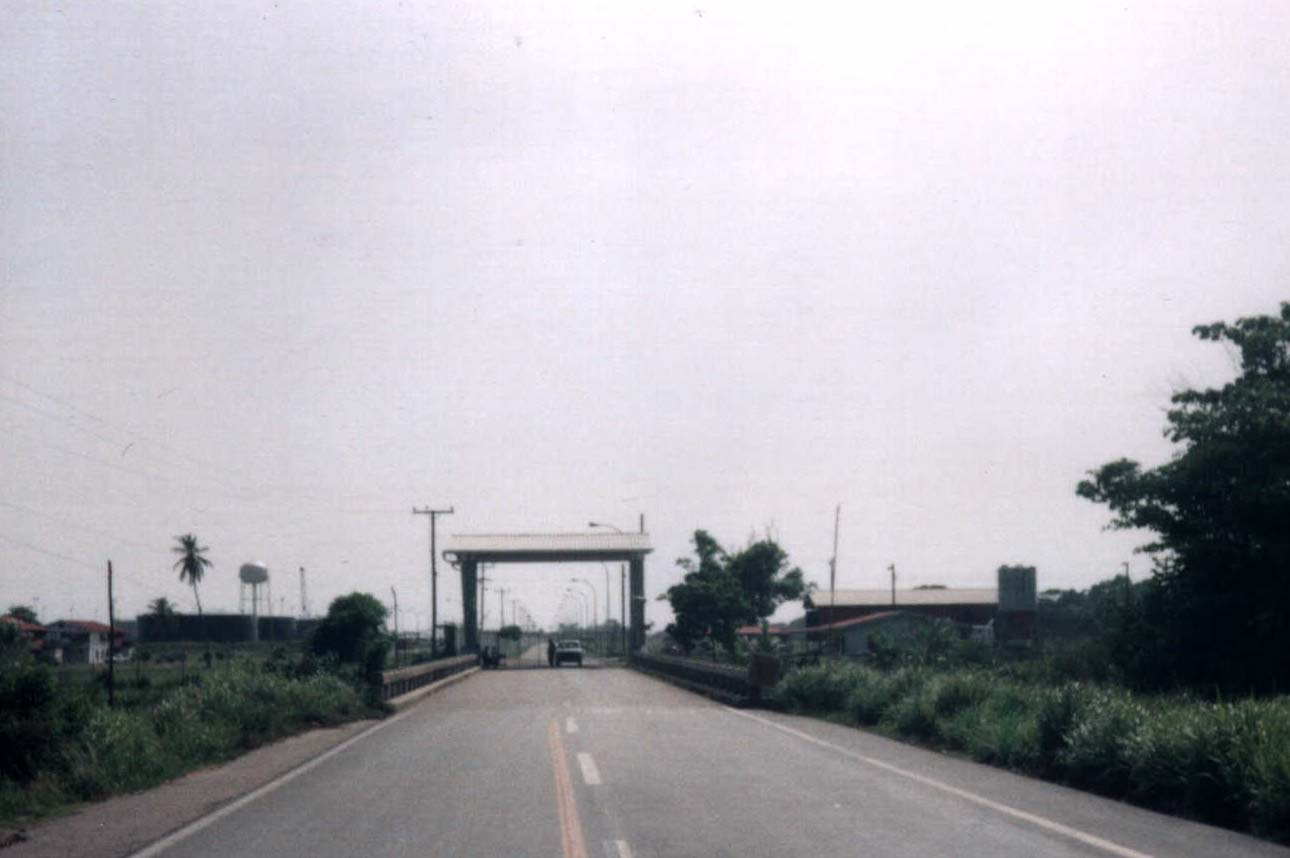
Toegang tot de haven van Puerto Castilla, juli 1994